# Belalcazar (ort i Colombia)
Belalcazar är en ort i Colombia.   Den ligger i departementet Cauca, i den centrala delen av landet, 300 km sydväst om huvudstaden Bogotá. Belalcazar ligger 2 156 meter över havet och antalet invånare är 31 800.
Terrängen runt Belalcazar är bergig åt nordost, men åt sydväst är den kuperad. Runt Belalcazar är det ganska glesbefolkat, med 26 invånare per kvadratkilometer. Belalcazar är det största samhället i trakten. I omgivningarna runt Belalcazar växer i huvudsak städsegrön lövskog.